# Linothele archidona
Espèce
Linothele archidona est une espèce d'araignées mygalomorphes de la famille des Dipluridae.

## Distribution
Cette espèce se rencontre en Équateur dans les provinces de Napo et de Sucumbíos et en Colombie dans le département de Putumayo,,.

## Description
La femelle holotype mesure 20,78 mm.
La femelle décrite par Rodríguez-Castro, Rodríguez et Delgado-Santa en 2025 mesure 15,64 mm.

## Systématique et taxinomie
Cette espèce a été décrite par Dupérré et Tapia en 2023.

## Étymologie
Son nom d'espèce lui a été donné en référence au lieu de sa découverte, Archidona.

## Publication originale
- Dupérré, Tapia & Bond, 2023 : « Review of the spider genus Linothele (Mygalomorphae, Dipluridae) from Ecuador – an exceptional case of speciation in the Andes. » Arthropoda, vol. 1, no 3, p. 68-341.